# Fiedler Rezső
Fiedler Rezső, teljes nevén Fiedler Rezső János József, tévesen olykor Fidler (Budapest, 1884. június 14. – Szovjetunió, 1939/1940) vasesztergályos, szociáldemokrata, majd kommunista politikus, a KMP alapító tagja, a Forradalmi Kormányzótanács hadügyi népbiztosa.

## Élete
Fiedler Antal és Bajdich Teréz gyermeke, római katolikus vallású. 1898. október 11-én letartóztatták lopásért, egynapi elzárást kapott. 1900-ban lépett be a vasasszakszervezetbe és az MSZDP-be, 1910-től pedig a párt aradi titkáraként működött, egészen 1912-ig. 1905. május 7-én Budapesten az V. kerületben házasságot kötött Almer Máriával, Almer Vince és Sebestyén Alojzia gyermekével, kitől később elvált. 1909. december 19-én Budapesten a VI. kerületben házasságot kötött Papp Ilonával, Papp Mihály és Kiss Mária gyermekével. Részt vett Budapesten az 1912. május 23-i sztrájkban (vérvörös csütörtök), s emiatt feketelistára került. 1914-től 1916-ig a fronton harcolt, majd a Lipták Lőszergyárba vezényelték mint specialistát. Itt a gyár főbizalmijaként háborúellenes propagandát fejtett ki, és előkészítője volt az 1918-as sztrájkoknak. Részt vett a KMP megszervezésében és az első Központi Bizottság tagja lett, emellett pedig a Vörös Ujság munkatársa is volt. A Tanácsköztársaság idején munkaügyi és népjóléti népbiztoshelyettesként, majd április 3-tól június 24-éig hadügyi népbiztosként volt a kormányzótanács tagja. Szervezte a Vörös Hadsereg ellátását, tagja volt a Szövetséges Központi Intéző Bizottságnak és a Tanácsok Országos Gyűlésének. 1919 júliusában székesfehérvári hadtestparancsnok volt.
A Tanácsköztársaság bukása után Csehszlovákiába emigrált, s titkára lett a vörös vasasszakszervezetnek és a Csehszlovák Kommunista Párt vezetőségének is. Kiutasítása után 1922-ben Ukrajnában, a következő évtől pedig Franciaországban végzett pártmunkát. 1927-ben Németországba költözött, 1928-ban pedig Moszkvába ment, ahol gyári üzemvezető lett. 1934-ben az ottani Gépipari Főiskola igazgatójává nevezték ki. 1938-ban koholt vádak alapján bebörtönözték, majd kivégezték.

## Emlékezete
Budapest III. kerületében 1984 és 1992 között a mai Torma Károly utca viselte a nevét.